# Arquidiócesis de Maribor
La arquidiócesis de Maribor (en latín: Archidioecesis Mariboren(sis) y en esloveno: Nadškofija Maribor) es una circunscripción eclesiástica latina de la Iglesia católica en Eslovenia, sede metropolitana de la provincia eclesiástica de Maribor. La arquidiócesis tiene al arzobispo Alojzij Cvikl, S.I. como su ordinario desde el 14 de marzo de 2015.

## Territorio y organización

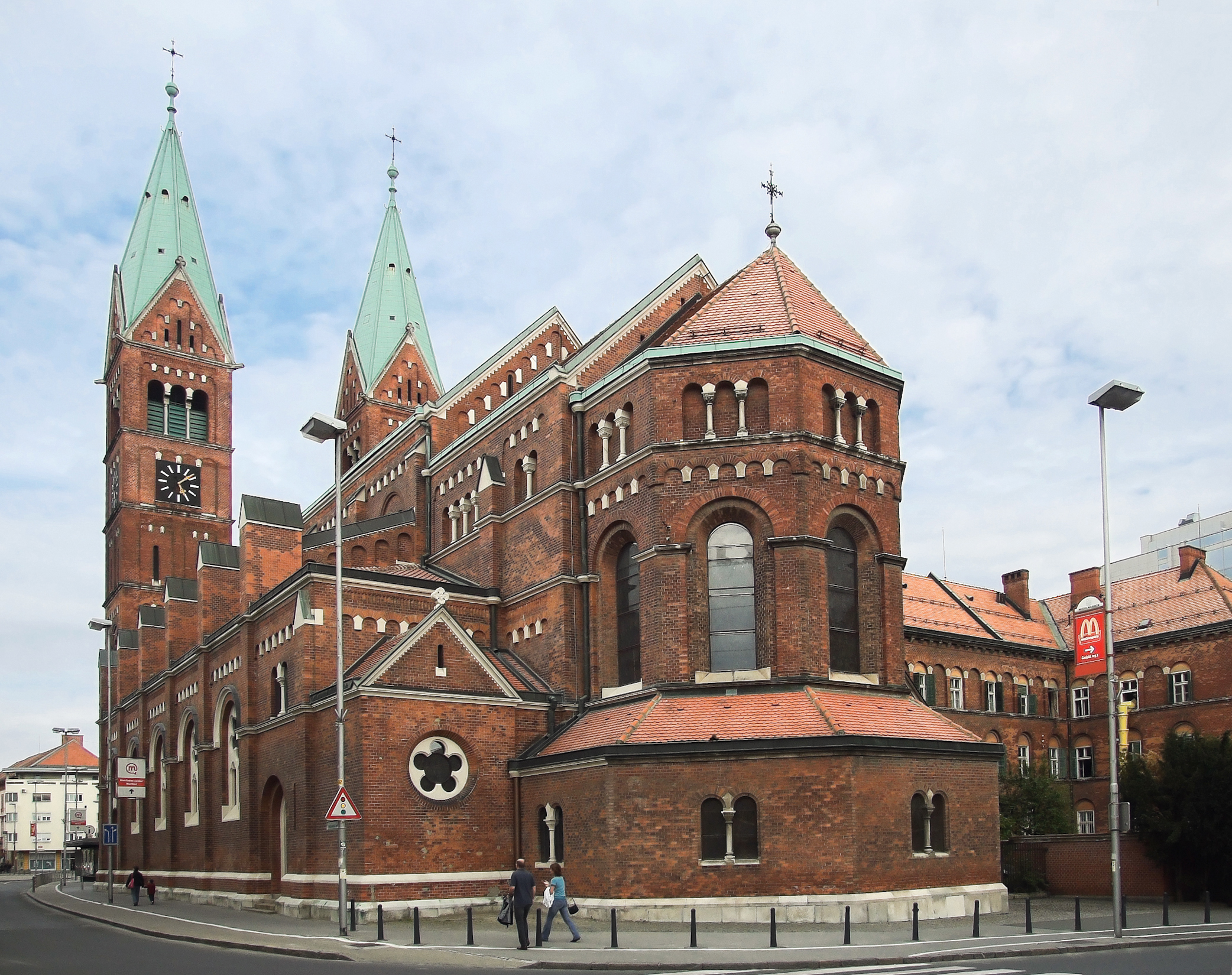
Basílica de María Madre de la Misericordia, Maribor

La arquidiócesis tiene 3682 km² y extiende su jurisdicción sobre los fieles católicos de rito latino residentes en el área aproximada que incluye a las regiones de del Drava y Carintia.
La sede de la arquidiócesis se encuentra en la ciudad de Maribor, en donde se halla la Catedral de San Juan Bautista. En Ptuj se encuentra la histórica iglesia de San Jorge, construida sobre los restos de una basílica paleocristiana del siglo IV. En la arquidiócesis también hay dos basílicas menores: la basílica de Santa María en Ptujska Gora (en el municipio de Majšperk); y la basílica de María Madre de la Misericordia en Maribor.
En 2019 en la arquidiócesis existían 144 parroquias.
La arquidiócesis tiene como sufragáneas a las diócesis de: Celje y Murska Sobota.

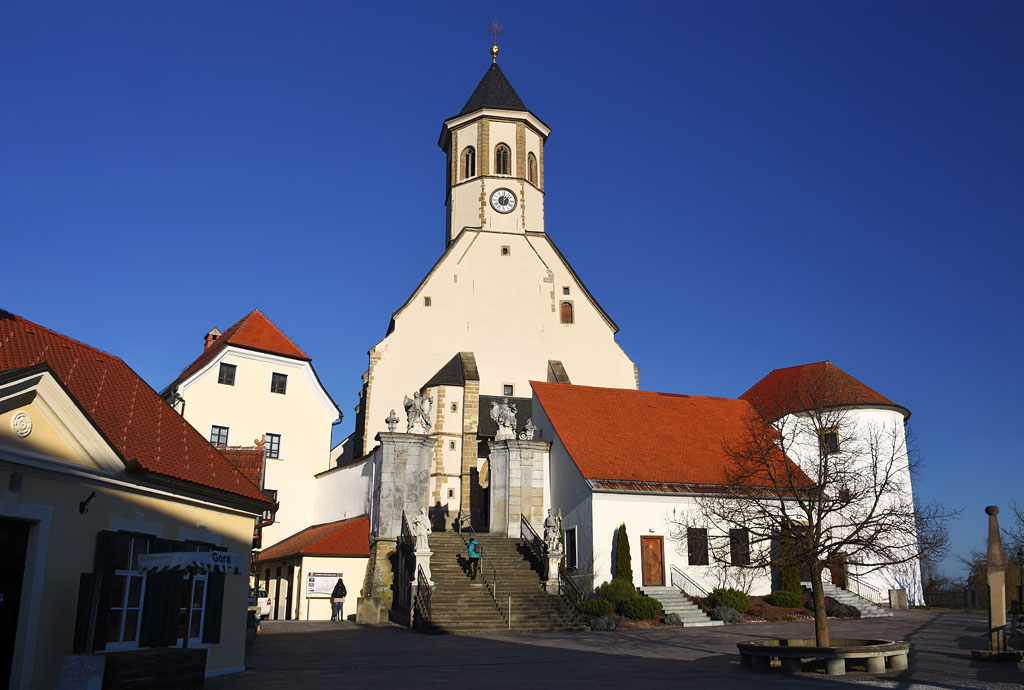
Basílica de Santa María, Ptujska Gora

## Historia

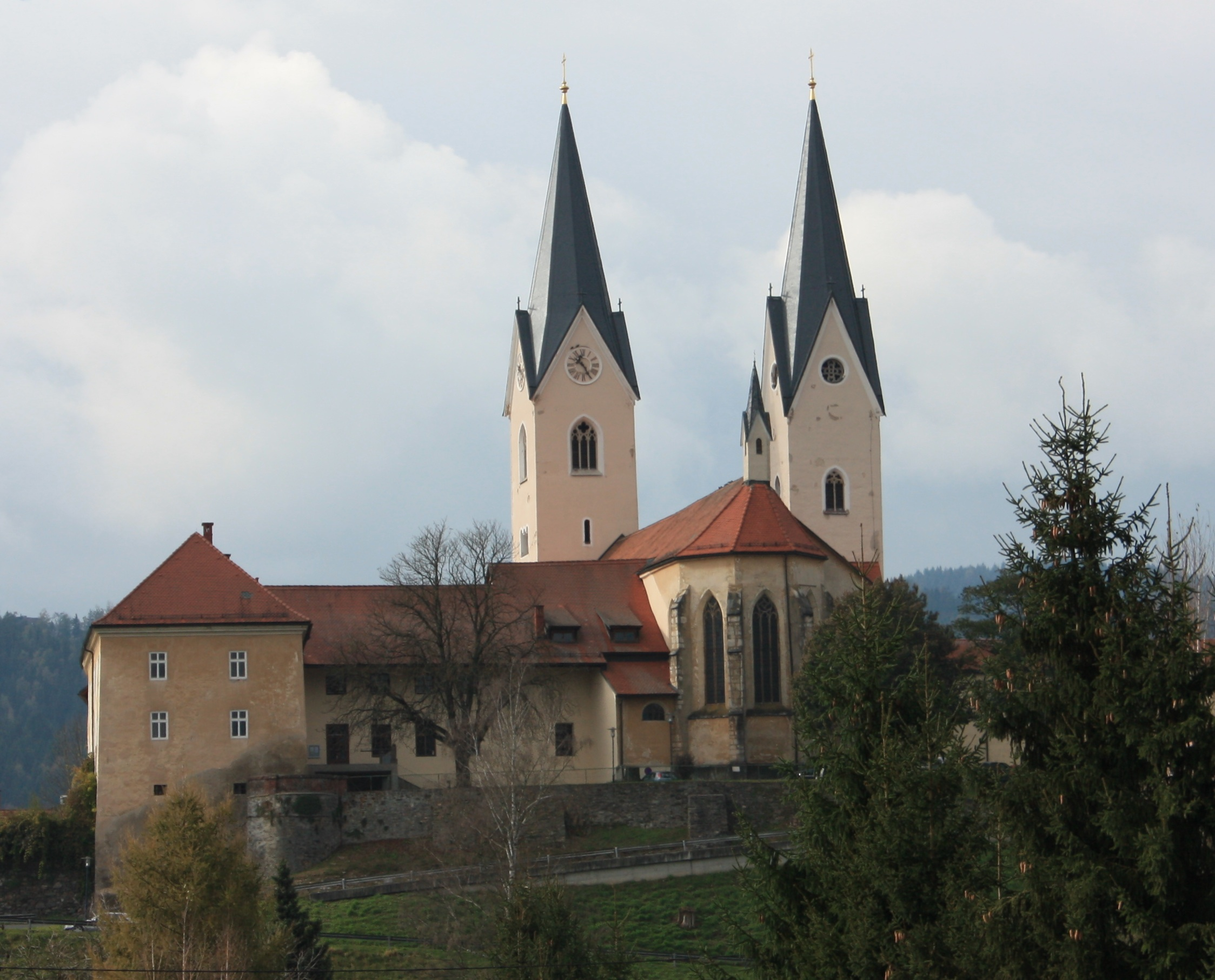
Antigua catedral de San Andrés (Sankt Andrä im Lavanttal)

La erección de la diócesis de Lavant forma parte de los esfuerzos pastorales realizados por el arzobispo Eberardo de Salzburgo (1200-1246) para revitalizar la acción pastoral en esa parte lejana de su arquidiócesis y así unirla más estrechamente con el centro episcopal.
La diócesis de Lavant fue erigida el 10 de mayo de 1228 por el arzobispo Eberardo con el consentimiento del papa Gregorio IX, obteniendo el territorio de la arquidiócesis de Salzburgo. Esta diócesis, como las de Gurk, Chiemsee y Seckau, eran diócesis "propias" del arzobispo de Salzburgo (en alemán: Salzburger Eigenbistumer) es decir, diócesis fundadas por los arzobispos de Salzburgo dentro del vasto territorio de su arquidiócesis, los cuales nombraban a los obispos sin elección por los respectivos capítulos de canónigos y los entronizaban en sus respectivas sedes. Este privilegio duró hasta la publicación del Código de Derecho Canónico en 1917.
La sede de la diócesis estaba ubicada en St. Andrä im Lavanttal, en donde se erigió la iglesia parroquial local como catedral. Desde 1212 esta iglesia estuvo gobernada por un colegio de canónigos que seguían la regla de san Agustín. Una vez erigida la diócesis, el colegio canónico se convirtió en el nuevo cabildo de la catedral, que siguió la regla agustiniana hasta 1825.
A diferencia de los otros Eigenbischöfen, el obispo de Lavant tuvo que firmar una Kapitulatio con la que renunciaba a ejercer la jurisdicción de un ordinario diocesano: nombrado y consagrado por el arzobispo de Salzburgo, el obispo de Lavant era en realidad solo un vicario general del arzobispo para esa parte de la arquidiócesis.
A pedido explícito del pontífice, Eberardo estableció, pero solo en 1244, las fronteras de la diócesis, que incluía territorios en parte en Estiria (Remsnik, St. Florian, St. Peter bei Lindenberg, St. Martin an der Sulm y Sussenteller) y en parte en Carintia (St. Andrä y Lavamünd).
El obispo Dietrich Wolfhauer (1317-1332) tenía el título de príncipe-obispo, y con Theobald Schweinpeck el título fue prerrogativa de los obispos de Lavant hasta el final de la Segunda Guerra Mundial.
A los obispos de Lavant, no pocas veces elegidos entre los canónigos de la catedral de Salzburgo, se les confiaban a menudo misiones diplomáticas o políticas por parte del emperador u otros príncipes del Imperio. En otros casos ocuparon cargos dentro de otras diócesis. Por ejemplo, el obispo Leonhard Peurl (1508-1533) fue vicario general del patriarcado de Aquilea para la parte del patriarcado que cayó bajo los dominios de los Habsburgo.
En 1598 Georg Stobäus (1584-1618) envió al archiduque Fernando, futuro emperador, un Memorándum en el que le pedía que prosiguiera, de acuerdo con la Paz de Augsburgo, la recatolización de aquellos territorios de los Habsburgo que habían caído en manos de los protestantes. Georg Stobäus, junto con Thomas Chrön de Liubliana y Martin Brenner de Seckau, fue uno de los artífices de la renovación católica a principios del siglo XVII. Los escritos luteranos fueron quemados y se obligó a los protestantes a que se convirtieran o emigraran.
Las reformas eclesiásticas introducidas por el emperador José II a finales del siglo XVIII llevaron en 1788 a una reorganización de la geografía eclesiástica de la parte sur de los territorios de los Habsburgo. Se establecieron nuevas fronteras entre las diócesis, lo que supuso una ampliación considerable de la diócesis de Lavant, extendiéndose a los distritos civiles de Völkermarkt (Carintia) y Celje (Estiria). A las primitivas parroquias de 1244 se añadieron otras 137: 25 de la arquidiócesis de Salzburgo, 85 de la suprimida arquidiócesis de Gorizia y 27 de la arquidiócesis de Liubliana. Al mismo tiempo se suprimió la Kapitulatio, que hasta entonces había limitado los derechos de los obispos de Lavant a su diócesis, que siguió siendo sufragánea de Salzburgo, cuyos arzobispos conservaron el derecho de nombrar y consagrar a los obispos de Lavant.
Con estos cambios, la diócesis era de hecho una nueva creación, dividida en 20 decanatos: 6 en Carintia y 14 en Estiria. Pero la sede permaneció en St. Andrä im Lavanttal, que entonces estaba ubicada en el extremo norte de la diócesis.
El 20 de mayo de 1857, la Santa Sede dio su asentimiento a un proyecto para modificar los territorios de las diócesis de esa parte del Imperio, ya concebido por el obispo Leopold Maximilian von Firmian (1800-1822), pero realizado solo por Anton Martin Slomšek. Las parroquias de Lavant en Carintia fueron cedidas a la diócesis de Gurk, mientras que las parroquias del distrito esloveno de Maribor pasaron de Seckau a la diócesis de Lavant. Al mismo tiempo, Slomšek trasladó la sede de su diócesis de St. Andrä im Lavanttal a Maribor. Estos cambios se introdujeron, entre otras cosas, también para resolver el problema del bilingüismo (alemán y esloveno) en el que se encontraban las diócesis de Seckau y Lavant tras los cambios de 1788.
Slomšek continuó su trabajo estableciendo el seminario episcopal en Maribor, promoviendo el uso de la lengua eslovena y estableciendo varias escuelas parroquiales. Mihael Napotnik (1899-1922) convocó cinco sínodos diocesanos.
Las fronteras entre las diócesis establecidas en 1857 coincidían casi a la perfección con las fronteras entre Austria y Yugoslavia definidas tras la Primera Guerra Mundial. Se introdujeron algunos ajustes menores el 27 de septiembre de 1923: Lavant cedió la parroquia de Soboth en Estiria a Seckau y recibió a cambio dos parroquias (Apa y Kapla) y dos fracciones parroquiales (Cmurek y Sv. Duh). El 1 de diciembre del mismo año las parroquias de la diócesis de Gurk en Austria y de la diócesis de Szombathely en Hungría pasaron a ser administradas por los obispos de Lavant, que después de la guerra estuvieron en territorio yugoslavo, para un total de 34 parroquias.
El 1 de mayo de 1924, la diócesis, que a pesar de todos los cambios posteriores a 1788 seguía siendo sufragánea de Salzburgo, quedó inmediatamente sujeta a la Santa Sede. El 6 de junio de 1923 el papa había nombrado obispo a Andrej Karlin, quien fue el primer obispo designado directamente por un papa desde que se creó la diócesis en el siglo XIII.
Durante la Segunda Guerra Mundial el clero de la diócesis sufrió una fuerte persecución por parte de las autoridades nazis. 284 sacerdotes diocesanos fueron expulsados y 16 de ellos condenados a muerte. Igual suerte corrieron muchos religiosos presentes en la diócesis.
El 5 de marzo de 1962 asumió el nombre de diócesis de Maribor, en virtud del decreto Ad satius animarum de la Congregación para los Obispos. Al mismo tiempo, a los obispos se les permitió agregar a su título, el antiguo Lavantinus.
En 1964, las parroquias de las diócesis de Gurk y Szombathely, administradas por los obispos de Maribor desde 1923, se convirtieron en parte integral de la diócesis. Al mismo tiempo, algunos pequeños cambios territoriales hicieron coincidir los límites de la diócesis con los de la República Socialista de Eslovenia.
El 22 de noviembre de 1968 la diócesis pasó a formar parte de la provincia eclesiástica de Liubliana, la sede metropolitana de toda Eslovenia.
El 7 de abril de 2006 la sede fue elevada al rango de arquidiócesis metropolitana con la bula Sacrorum Antistites del papa Benedicto XVI, y sus dos diócesis sufragáneas, Celje y Murska Sobota, fueron creadas a partir de su territorio.

## Estadísticas
De acuerdo al Anuario Pontificio 2022, la arquidiócesis tenía a fines de 2021 un total de 341 950 fieles bautizados.
| Año                                                                             | Población            | Población | Población      | Sacerdotes | Sacerdotes    | Sacerdotes    | Bautizados por sacerdote | Diáconos permanentes | Religiosos | Religiosos | Parroquias |
| Año                                                                             | Bautizados católicos | Total     | % de católicos | Total      | Clero secular | Clero regular | Bautizados por sacerdote | Diáconos permanentes | Varones    | Mujeres    | Parroquias |
| ------------------------------------------------------------------------------- | -------------------- | --------- | -------------- | ---------- | ------------- | ------------- | ------------------------ | -------------------- | ---------- | ---------- | ---------- |
| Diócesis de Lavant                                                              |                      |           |                |            |               |               |                          |                      |            |            |            |
| 1950                                                                            | 531 958              | 583 884   | 91.1           | 356        | 299           | 57            | 1494                     |                      | 48         | 16         | 225        |
| Diócesis de Maribor                                                             |                      |           |                |            |               |               |                          |                      |            |            |            |
| 1970                                                                            | 711 925              | 768 343   | 92.7           | 288        | 288           |               | 2471                     |                      |            |            | 274        |
| 1980                                                                            | 733 033              | 827 245   | 88.6           | 420        | 326           | 94            | 1745                     | 2                    | 160        | 216        | 282        |
| 1990                                                                            | 718 660              | 832 503   | 86.3           | 401        | 317           | 84            | 1792                     | 1                    | 123        | 170        | 285        |
| 2000                                                                            | 711 398              | 839 814   | 84.7           | 400        | 313           | 87            | 1778                     | 3                    | 117        | 134        | 289        |
| Arquidiócesis de Maribor                                                        |                      |           |                |            |               |               |                          |                      |            |            |            |
| 2013                                                                            | 354 087              | 418 087   | 84.7           | 189        | 134           | 55            | 1873                     | 4                    | 62         | 55         | 143        |
| 2016                                                                            | 353 055              | 416 870   | 84.7           | 168        | 120           | 48            | 2101                     | 4                    | 55         | 44         | 143        |
| 2019                                                                            | 346 780              | 416 550   | 83.3           | 163        | 115           | 48            | 2127                     | 5                    | 53         | 44         | 144        |
| 2021                                                                            | 341 950              | 416 280   | 82.1           | 155        | 110           | 45            | 2206                     | 11                   | 50         | 37         | 144        |
| Fuente: Catholic-Hierarchy, que a su vez toma los datos del Anuario Pontificio. |                      |           |                |            |               |               |                          |                      |            |            |            |

## Episcopologio
- Ulrich von Haus † (10 de mayo de 1228- 25 de septiembre de 1257 falleció)
- Karl von Friesach † (1257-1260)
- Otto von Mörnstein † (1260- circa 1264 falleció)
- Almerich Grafendorfer, O.Cist. † (1265- circa 1267 falleció)
- Herbord † (1268-1275 falleció)
- Gerhard von Enstal † (1275-1284 falleció)
- Konrad von Fohnsdorf (anche von Breitenfurt) † (1284- 11 de febrero de 1291 nombrado arzobispo de Salzburgo)
- Heinrich von Helfenberg † (26 de febrero de 1291-? falleció)
- Wulfing von Stubenberg, O.P. † (circa 1303- 31 de enero de 1304 nombrado obispo de Bamberg)
- Werner † (antes del 20 de julio de 1305- circa 1317 falleció)
- Dietrich Wolfhauer † (1 de octubre de 1317 consagrado-antes del 21 de diciembre de 1332 falleció)
- Heinrich Krafft † (prima del 4 de octubre de 1333- 27 de julio de 1342 falleció)
- Heinrich II von Leis † (circa 1343- 15 de julio de 1356 falleció)
- Peter Kröll von Hall † (26 de mayo de 1357-septiembre/diciembre de 1362 falleció)
- Heinrich IV Krapff † (24 de marzo de 1363- 29 de noviembre de 1387 falleció)
  - Ortolf von Offenstetten † (circa 1388-? falleció) (obispo electo)[7]
- Nikolaus von Unhorst † (11 de enero de 1391-1397 renunció)
- Konrad II Torer von Törlein † (12 de abril de 1397-?)
- Ulrich II † (11 de marzo de 1408- 8 de marzo de 1411 falleció)
- Wolfhard von Ehrenfels † (1 de abril de 1411- 5 de mayo de 1421 falleció)
- Friedrich Theis von Thesingen † (16 de abril de 1422- de abril de 1424 nombrado obispo de Chiemsee)
  - Lorenz von Lichtenberg † (1424-1432 nombrado obispo de Gurk) (intruso)
- Hermann von Gnas † (circa 1434- circa 1438 falleció)
- Lorenz von Lichtenberg † (4 de julio de 1438- 8 de noviembre de 1446 falleció) (per la seconda volta)
- Theobald Schweinpeck † (24 de noviembre de 1446-1463 falleció)
- Rudolf von Rüdesheim † (26 de septiembre de 1463- 27 de abril de 1468 nombrado obispo de Breslavia)
- Johann I von Roth † (17 de mayo de 1468- 4 de marzo de 1482 nombrado obispo de Breslavia)
- Georg † (circa 1483-1486 falleció)
- Erhard Paumgartner † (5 de enero de 1487-1508 falleció)
- Leonhard Peurl † (26 de noviembre de 1508- 2 de septiembre de 1533 renunció)
- Philliph Renner † (5 de noviembre de 1536- 5 de abril de 1555 falleció)
- Martin Herkules Rettinger von Wiespach † (1556- 21 de febrero de 1570 falleció)
- Georg II von Agricola † (7 de mayo de 1570 consagrado-16 de marzo de 1584 falleció)
- Georg III Stobäus von Palmburg † (19 de octubre de 1584- 23 de octubre de 1618 falleció)
- Leonhard II von Götz † (21 de enero de 1619- 28 de noviembre de 1640 falleció)
- Albert von Priamis † (29 de diciembre de 1640- 8 de septiembre de 1654 falleció)
- Maximilian Gandolf von Kuenburg † (8 de octubre de 1654- 3 de marzo de 1665 nombrado obispo de Seckau)
- Sebastian von Pötting-Persing † (3 de abril de 1665- 11 de marzo de 1673 nombrado obispo de Passau)
- Franz Caspar von Stadion † (21 de octubre de 1673- 13 de febrero de 1704 falleció)
- Johann Sigmund von Kuenburg † (22 de febrero de 1704- 1 de abril de 1708 nombrado obispo de Chiemsee)
- Philipp Carl von Fürstenberg † (11 de abril de 1708- 14 de febrero de 1718 falleció)
- Leopold Anton Eleutherius von Firmian † (11 de marzo de 1718-1724 nombrado obispo de Seckau)
- Joseph Oswald von Attems † (20 de febrero de 1724- 4 de mayo de 1744 falleció)
- Vigilius Augustin Maria von Firmian † (26 de mayo de 1744- 15 de julio de 1753 renunció)
- Johann Baptist von Thurn und Taxis † (4 de febrero de 1754- 3 de junio de 1762 falleció)
- Joseph Franz Anton von Auersperg † (31 de enero de 1763- 4 de enero de 1764 renunció)
- Franz de Paula Xaver Ludwig Jakob von Breuner † (30 de septiembre de 1773- 1 de mayo de 1777 renunció[8])
- Vinzenz Joseph Franz Sales von Schrattenbach † (31 de mayo de 1777- 29 de enero de 1790 renunció)
- Joseph Ernest Gandolph von Kuenburg † (20 de febrero de 1790- 12 de diciembre de 1793 falleció)
- Vinzenz Joseph Franz Sales von Schrattenbach † (26 de junio de 1795- 4 de junio de 1800 nombrado obispo de Brno)
- Leopold Maximilian von Firmian † (23 de noviembre de 1800- 25 de enero de 1822 nombrado arzobispo de Viena)
- Ignaz Franz Sales Zimmermann † (19 de mayo de 1824- 28 de septiembre de 1843 falleció)
- Franz Xaver Kuttnar † (23 de noviembre de 1843- 8 de marzo de 1846 falleció)
- Beato Anton Martin Slomšek † (30 de mayo de 1846- 24 de septiembre de 1862 falleció)
- Jakob Ignaz Maximilian Stepischnegg † (21 de diciembre de 1862- 28 de junio de 1889 falleció)
- Mihael Napotnik † (27 de septiembre de 1889- 28 de marzo de 1922 falleció)
- Andrej Karlin † (6 de junio de 1923- 6 de marzo de 1933 falleció)
- Ivan Jožef Tomažič † (27 de junio de 1933- 27 de febrero de 1949 falleció)
  - Sede vacante (1949-1960)
- Maksimilijan Držečnik † (15 de junio de 1960- 13 de mayo de 1978 falleció)
- Franc Kramberger (6 de noviembre de 1980- 3 de febrero de 2011 renunció)
- Marjan Turnšek (3 de febrero de 2011 por sucesión-31 de julio de 2013 renunció)[9]
- Alojzij Cvikl, S.I., desde el 14 de marzo de 2015